# Bravísima!
Bravísima! é o décimo primeiro álbum da cantora mexicana Paulina Rubio, lançado dia 18 de setembro de 2012 na América Latina e dia 09 de novembro de 2012 no Brasil pela Universal Music Latino. O disco é um relançamento do último disco de disco de ineditas da cantora, Brava!
(2011)|, lançado em 2011, com algumas faixas extras lançadas no EP Brava! (Reload)

## Lista de faixas
| N.º | Título                                    | Duração |  |
| 1.  | "Me Gustas Tanto"                         |         |  |
| 2.  | "All Around the World"                    |         |  |
| 3.  | "Cásate con Tu Mamá"                      |         |  |
| 4.  | "Olvídate de Mí"                          |         |  |
| 5.  | "Sabes Que Te Amo"                        |         |  |
| 6.  | "Hoy Me Toca a Mí feat. Taboo"            |         |  |
| 7.  | "Heat of the Night"                       |         |  |
| 8.  | "Me voy"                                  |         |  |
| 9.  | "Que Estuvieras Aquí"                     |         |  |
| 10. | "Volvamos a Empezar"                      |         |  |
| 11. | "Boys Will Be Boys"                       |         |  |
| 12. | "Loud"                                    |         |  |
| 13. | "Say the World"                           |         |  |
| 14. | "Me Voy (feat. Espinoza Paz)"             |         |  |
| 15. | "Me Gustas Tanto (3Ball MTY Remix)"       |         |  |
| 16. | "Boys Will Be Boys (Cahill Club Mix)"     |         |  |
| 17. | "Boys Will Be Boys (Patrolla Club Remix)" |         |  |